# Traiciones (novela)
Traiciones es la decimonovena novela de la serie Aprendiz de Jedi, y la primera edición especial de ésta, basada en el universo de Star Wars, y está escrita por Jude Watson. Fue publicada por Scholastic Press en inglés (julio de 2002) y por Alberto Santos Editor en español.

## Argumento
Cuando era un Padawan, Obi-Wan Kenobi fue acusado de matar a un muchacho. Su Maestro Qui-Gon Jinn lo ayudó a limpiar su nombre, pero se ganó como enemigo al padre del muchacho muerto. Años después Obi-Wan ha sido nombrado Maestro y debe enfrentarse junto a su aprendiz, Anakin Skywalker, al pasado.